# Menandro Protetor
Menandro Protetor (também Menandro, o Guardião ou Menandro, o Bizantino) foi um historiador bizantino nascido em Constantinopla em meados do século VI. O pouco que se sabe de sua vida está contido em seu próprio registro citado no Suda. A princípio começou a estudar direito, mas abandonou-o por uma vida de prazeres. Quando suas fortunas estavam baixas, o patrocínio concedido à literatura pelo imperador Maurício (r. 582–602), em cuja corte foi um oficial militar (daí o epíteto protetor, que denota sua função militar), encorajou-o a tentar escrever história.
Tomou como modelo Agátias que como ele tinha sido um jurista, e sua história começou no ponto em que Agátias parou. Abrange o período da chegada dos cutrigures à Trácia durante o reinado de Justiniano (r. 527–565) em 558 até a morte de Tibério II em 582. Consideráveis fragmentos de seu trabalho estão preservados nos Excertos de Constantino VII Porfirogênito e na Suda. Embora o estilo seja algumas vezes bombástico, é considerado confiável e é uma das mais valorizadas autoridades para a história do século VI, especialmente em assuntos geográficos e etnográficos. Foi testemunha ocular de alguns dos eventos que descreve. Como Agátias, escreveu epigramas, um dos quais, sobre um mago persa que converteu-se ao cristianismo e morrer como mártir, e que está preservado na Antologia Grega (i.101).